# Perfect (píseň, John Cale)
„Perfect“ je píseň velšského hudebníka a hudebního skladatele Johna Calea. Poprvé vyšla dne 17. října 2005 jako druhý singl z alba Black Acetate. Singl vyšel pouze na CD, nikoliv však v digitální formě ani na vinylové desce. Hudbu i text k písni složil Cale a produkoval ji Cale spolu s Herbem Grahamem. Na straně B tohoto singlu byla píseň „Reading My Mind (Paisley Sound Remix)“, která původně vyšla na japonské verzi Caleova předchozího alba HoboSapiens. Píseň „Perfect“ se dostala do žebříčku časopisu The Sunday Times mezi dvacet nejlepších popových písní roku.
V původní studiové verzi písně hraje vedle Calea (zpěv, kytara, klávesy) a Grahama (baskytara, bicí, perkuse) hraje ještě Dave Levita (kytara).
K písni byl rovněž natočen videoklip.

## Seznam skladeb
Autorem všech skladeb je John Cale.
| Pořadí | Název                                 | Délka |
| ------ | ------------------------------------- | ----- |
| 1.     | Perfect                               | 3:23  |
| 2.     | Reading My Mind (Paisley Sound Remix) | 4:33  |